# Tanytarsus latiforceps
Tanytarsus latiforceps är en tvåvingeart som beskrevs av Tokunaga 1964. Tanytarsus latiforceps ingår i släktet Tanytarsus och familjen fjädermyggor. Inga underarter finns listade i Catalogue of Life.